# Matthew Prince
Matthew Browning Prince (nacido el 13 de noviembre de 1974) es un ejecutivo de negocios estadounidense. Es cofundador, presidente ejecutivo y director ejecutivo de la empresa de tecnología Cloudflare. Con un patrimonio neto de US$2,3 miles de millones en marzo de 2023, Prince es la segunda persona más rica de Utah detrás de la empresaria Gail Miller.
Nacido en Salt Lake City, Utah y criado en Park City, Prince expresó interés por las ciencias de la computación desde una edad temprana y se graduó del Trinity College en 1996, de la Facultad de Derecho de la Universidad de Chicago en 2000 y de la Escuela de Negocios Harvard en 2009. Prince comenzó a enseñar en la Facultad de Derecho de la Universidad de Illinois en Chicago cuando se aprobó la Ley CAN-SPAM de 2003, lo que lo inspiró a fundar Unspam y Project Honey Pot, un software de recopilación de datos de código abierto. En 2009, creó Cloudflare con la exalumna de la Escuela de Negocios de Harvard, Michelle Zatlyn, y el cofundador de Project Honey Pot, Lee Holloway.

## Primeros años
Matthew Prince nació el 13 de noviembre de 1974 en la Universidad de Utah en Salt Lake City, Utah, y creció en Park City. Su padre, John Browning Prince, es un ex periodista, restaurador y propietario de una firma de corretaje de valores, mientras que su madre era propietaria de varias tiendas de regalos; En la escuela secundaria, Prince trabajó para su madre. La familia Prince, que ha residido en Park City durante varias generaciones, ayudó en la construcción de varios edificios en Park City, como la estación de esquí Parleys Summit, el Stein Eriksen Lodge Deer Valley y el hotel Yarrow. El tatarabuelo de Prince fue Jonathan Browning, cuyo hijo, John Browning, diseñó la Browning Auto-5, la primera escopeta semiautomática, la M2 Browning y la pistola M1911. Cuando tenía siete años, Prince recibió un Apple II Plus por Navidad. La madre de Prince lo colaba en clases de informática en la Universidad de Utah. Asistió a Rowland Hall-St. Mark's School en 1988. En Park City, trabajó como instructor de esquí asistente.
En 1996, Prince se graduó en el Trinity College con una licenciatura en letras, con especialización en literatura inglesa y especialización en informática. Allí fue editor en jefe de The Trinity Tripod. Como estudiante de primer año, cocreó la revista en línea The Trincoll Journal con Peter Adams y Paul Tesco. Se graduó de la Facultad de Derecho de la Universidad de Chicago en 2000 con un Doctorado en Jurisprudencia y de la Escuela de Negocios de Harvard en 2009 con una Maestría en Administración de Empresas con una beca George F. Baker.

## Carrera de negocios

### Carrera temprana
Mientras cursaba sus estudios en la Universidad de Chicago, Prince trabajó en Latham & Watkins y, al graduarse, trabajó para la compañía de seguros en línea GroupWorks. En 2003, Prince comenzó a enseñar derecho informático en la Facultad de Derecho de la Universidad de Illinois en Chicago. Coescribió un artículo sobre la Ley CAN-SPAM de 2003 tras su aprobación en el John Marshall Journal of Information Technology & Privacy Law de la UIC. La creación del Registro Nacional No Llame, creado a través de la Ley CAN-SPAM, inspiró a Prince a crear Unspam, un software de prevención de spam para correo electrónico. Prince cofundó Unspam Technologies, que apoyó el desarrollo de Project Honey Pot, un software de recopilación de datos de código abierto creado por Prince y Lee Holloway diseñado para recopilar información sobre direcciones IP utilizadas por los servicios de recopilación de direcciones de correo electrónico.

### Cloudflare
En 2008, el Departamento de Seguridad Nacional (DHS) se puso en contacto con Unspam Technologies y le preguntó: "¿Tiene alguna idea de lo valiosos que son los datos que tiene?" El correo electrónico del DHS sirvió de impulso para Cloudflare, una empresa de tecnología que Prince cofundó con Holloway y su colega graduada de la Escuela de Negocios de Harvard, Michelle Zatlyn, el año siguiente. El equipo de Cloudflare ganó el Premio Dubilier de la Escuela de Negocios de Harvard y recibió un total de US$50 000 en efectivo.
La información personal de Prince se filtró en 2012 y fue utilizada por el grupo de hackers UGNazi para facilitar un ataque de envenenamiento de DNS contra 4chan. UGNazi pudo transferir el número de teléfono de AT&T de Prince a un número de Google Voice utilizando un número de Seguro Social que el grupo compró por varios dólares. La transferencia permitió al grupo recibir un código de autenticación de dos factores para la cuenta personal de Gmail de Prince, que utilizó como respaldo para su cuenta corporativa, y pudo redirigir 4chan a la cuenta de Twitter de UGNazi. Según Eric Taylor, miembro del grupo, Prince fue advertido del ataque un día antes de que ocurriera a través de una retransmisión de AT&T; Prince confirmó que recibió varias llamadas de un repetidor de AT&T. En un día, Cloudflare identificó a tres miembros del grupo, que también eran clientes de Cloudflare. En 2014, un equipo SWAT registró la casa de Prince después de que un número falso llamado 9-1-1 afirmara que alguien tenía un arma en su casa.
Cloudflare recibió mucha atención por brindar servicio al sitio de noticias checheno Kavkaz Center. El periodista de The Kernel James Cook, se puso en contacto con Cloudflare sobre el sitio y compartió el correo electrónico con el editor en jefe Milo Yiannopoulos, a lo que Prince respondió escribiendo una publicación en el blog reprendiendo el contenido del correo electrónico y escribiendo: "Un sitio web es un discurso. No es una bomba." Se pronunció en contra de las órdenes de silencio de la Agencia de Seguridad Nacional en septiembre de 2013 A pesar de mantener una postura de libertad de expresión, Prince suspendió personalmente el servicio del sitio web neonazi The Daily Stormer. Un correo electrónico interno de Prince y obtenido por Gizmodo decía que se sintió obligado a actuar después de que los usuarios de The Daily Stormer comenzaran a alardear de que Cloudflare era "uno de ellos". En una publicación de blog, afirmó más tarde que la suspensión del servicio abre sitios abiertos a ataques distribuidos de denegación de servicio (DDoS). Prince defendió la suspensión del servicio de Kiwi Farms en septiembre de 2022 después de que el sitio participara en una campaña de acoso contra la transmisora de Twitch Clara Sorrenti en agosto de ese año.

### The Park Record
En marzo de 2023, Prince y su esposa Tatiana adquirieron el periódico The Park Record de Ogden Newspapers. Los Prince tienen la intención de convertir el periódico en una corporación sin fines de lucro o de beneficio público y proporcionar artículos de forma gratuita.

## Vida personal
Prince y su esposa Tatiana (apellido de soltera Lingos-Webb) residen en Park City, Utah. Según Forbes, Prince tiene un patrimonio neto de US$2,3 miles de millones en marzo de 2023, lo que lo convierte en la segunda persona más rica de Utah detrás de la empresaria Gail Miller. Es pionero en tecnología del Foro Económico Mundial y miembro del Consejo de Relaciones Exteriores.
En octubre de 2022, los representantes de Prince habían pedido a los planificadores de Park City que derribaran una casa principal y casa de huéspedes de 7000 pies cuadrados (650,3 m²) que Prince poseía en King Road y construyeran una mansión, una casa de huéspedes, una piscina y un estacionamiento en su lugar. Los planos se acercarían a Treasure Hill, un espacio abierto de US$64 millones adquirido por los contribuyentes en 2019. El asunto llegó ante la comisión de planificación. El mismo día que se añadió texto a un proyecto de ley del Senado de Utah que permitiría a Prince derribar las casas sin la participación del comité, Prince contrató al cabildero Lincoln Shurtz. La legislación fracasó en la Cámara de Representantes.